# Zygonoides fuelleborni
Zygonoides fuelleborni – gatunek ważki z rodziny ważkowatych (Libellulidae).